# Авакян, Вазген Багратович
Вазген Багратович Авакян (1926 год — 2000 год) — сыродел-мастер Базарчайского сырзавода Министерства мясной и молочной промышленности Армянской ССР, Сисианский район. Герой Социалистического Труда (1971).
В 1970 году досрочно выполнил личные социалистические обязательства и плановые производственные задания Восьмой пятилетки (1965—1970). Указом Президиума Верховного Совета СССР от 26 апреля 1971 года «за выдающиеся успехи, достигнутые в развитии мясной и молочной промышленности» удостоен звания Героя Социалистического Труда с вручением ордена Ленина и золотой медали Серп и Молот.